# Brian Levant
Brian Michael Levant (Highland Park, 6 de agosto de 1952) é um diretor de televisão e cinema, escritor e produtor americano.
Levant começou sua carreira em 1977, como roteirista da série de TV The Jeffersons. Ele também escreveu, entre outros programas de TV, Mork & Mindy, Leave it to Beaver, e Happy Days.
Ele é mais conhecido por dirigir os filmes  Beethoven, Os Flintstones, Jingle All The Way, Snow Dogs e Are We There Yet?.

## Filmografia
| Ano  | Filme                                         | Diretor | Produtor | Roteirista | Outro | Observações                                 |
| ---- | --------------------------------------------- | ------- | -------- | ---------- | ----- | ------------------------------------------- |
| 1983 | Still the Beaver                              |         |          | Sim        | Sim   | Consultor de produção; Filme para televisão |
| 1991 | Problem Child 2                               | Sim     |          |            |       |                                             |
| 1992 | Beethoven                                     | Sim     |          |            |       |                                             |
| 1994 | The Flintstones                               | Sim     |          |            |       |                                             |
| 1994 | Little Giants                                 |         |          |            | Sim   | Diretor: sequências adicionais de futebol   |
| 1995 | The Adventures of Captain Zoom in Outer Space |         |          | Sim        | Sim   | Produtor executivo;filme de televisão       |
| 1995 | Problem Child 3                               |         |          |            | Sim   | Produtor executivo;filme de televisão       |
| 1996 | Jingle All the Way                            | Sim     |          |            |       |                                             |
| 1997 | Leave It to Beaver                            |         |          | Sim        |       |                                             |
| 2000 | The Flintstones in Viva Rock Vegas            | Sim     |          |            |       |                                             |
| 2002 | Snow Dogs                                     | Sim     |          |            |       |                                             |
| 2005 | Are We There Yet?                             | Sim     |          |            |       |                                             |
| 2008 | Beethoven's Big Break                         |         |          | Sim        |       | Diretamente em vídeo                        |
| 2009 | Scooby-Doo! The Mystery Begins                | Sim     | Sim      |            |       | Filme para televisão                        |
| 2010 | The Spy Next Door                             | Sim     |          |            |       |                                             |
| 2010 | Scooby-Doo! Curse of the Lake Monster         | Sim     | Sim      |            |       | Filme para televisão                        |
| 2012 | A Christmas Story 2                           | Sim     | Sim      |            |       | Diretamente em vídeo                        |
| 2014 | Sophia Grace & Rosie's Royal Adventure        | Sim     | Sim      |            |       | Diretamente em vídeo                        |
| 2016 | The Game of Love                              |         |          | Sim        | Sim   | Produtor executivo; filme de televisão      |
| 2017 | Max 2: White House Hero                       | Sim     |          |            |       |                                             |

## Televisão
- The Jeffersons (1977) - História
- Happy Days (1977-84) - História; roteiro; supervisor de produção; editor; consultor executivo de história; consultor de programa
- Brothers and Sisters (1979) - Roteiro
- The Bad News Bears (1979-80) - Roteiro; produtor; Consultor executivo
- Goodtime Girls (1980) - Consultor executivo
- Mork & Mindy (1980-82) - Roteirista; produtor; consultor criativo
- The New Leave It to Beaver (1983-89) - Desenvolvedor; diretor; roteirista; produtor executivo
- Married... with Children (1987) - Diretor
- My Secret Identity (1988-91) - Criador; produtor; co-produtor executivo
- Charles in Charge (1988-89) - Diretor
- Poochinski (1990) - Teleplay; produtor executivo; piloto reprovado
- Father Can't Cope (2000) - Diretor; produtor executivo; piloto reprovado
- Grounded for Life (2001) - Diretor